# Koło (technika)
Koło – element obrotowy urządzenia, który ma obracać się na łożysku osi. Koła w połączeniu z osiami umożliwiają łatwe przemieszczanie ciężkich przedmiotów, ułatwiając poruszanie się lub transport podczas podtrzymywania ładunku lub wykonywania pracy na maszynach. Koło zmniejsza opory ruchu przemieszczających się ciał przez przeniesienie przesuwania się ciał ze styku ciał na styk koła z osią, zmniejszając drogę przemieszczania z tarciem, oraz umożliwiając dobranie trących się elementów zwanych łożyskami, tak by zminimalizować tarcie. 
Fizycznie koło obracające się na osi rozważane jest jako maszyna prosta (szczególny przypadek dźwigni). Zjawiska zachodzące na styku toczącego się koła z powierzchnią, po której się toczy, opisuje tarcie toczne. Koło toczące się po linie jest nazywane krążkiem linowym lub kołem linowym, a układ takich kół to wielokrążek. Koło linowe jest elementem kołowrotu. 

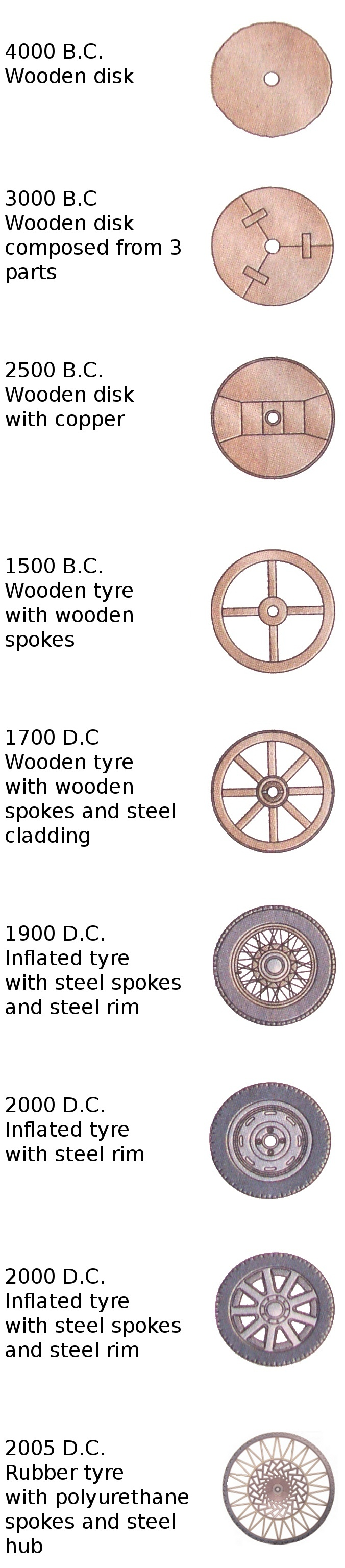
Przykładowe konstrukcje koła od 4000 p.n.e. do czasów współczesnych

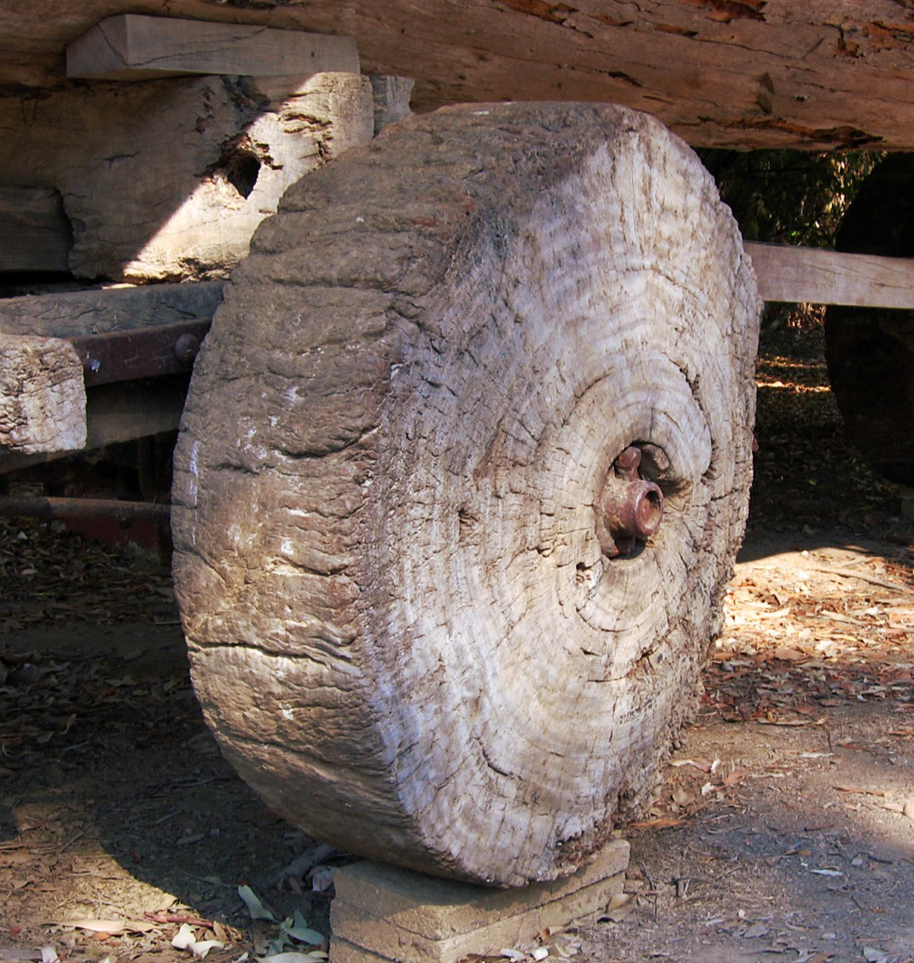
Starożytne koło zrobione z surowego drewna

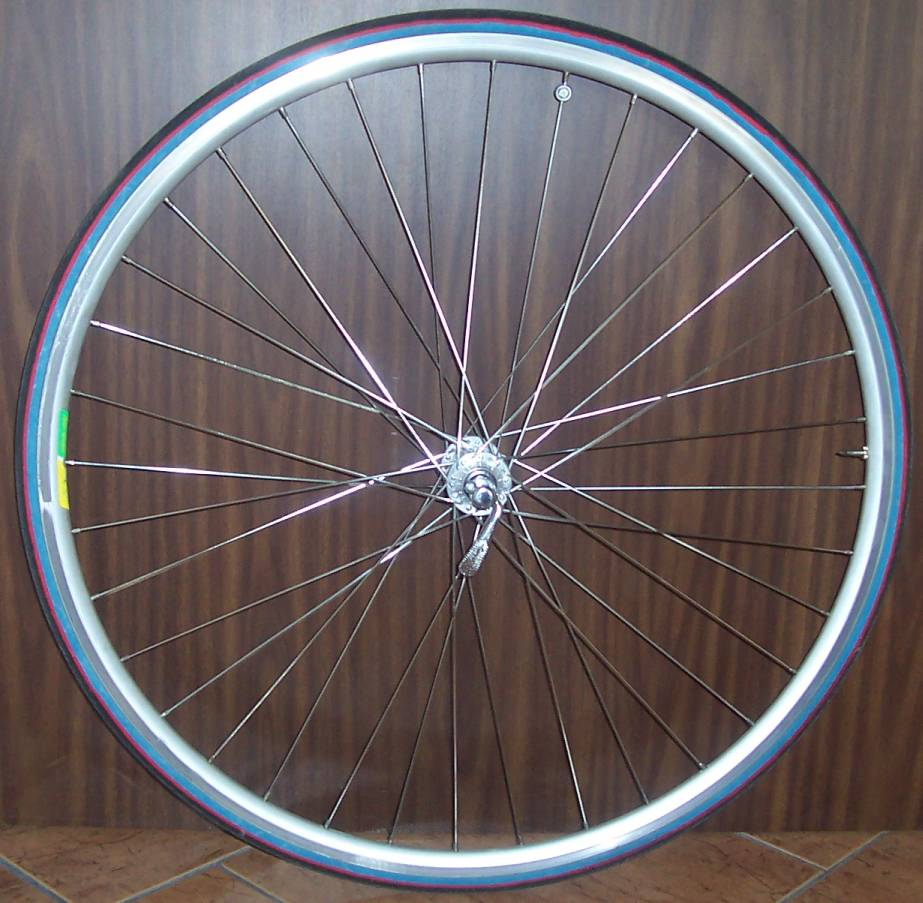
Koło rowerowe – przykład koła szprychowego

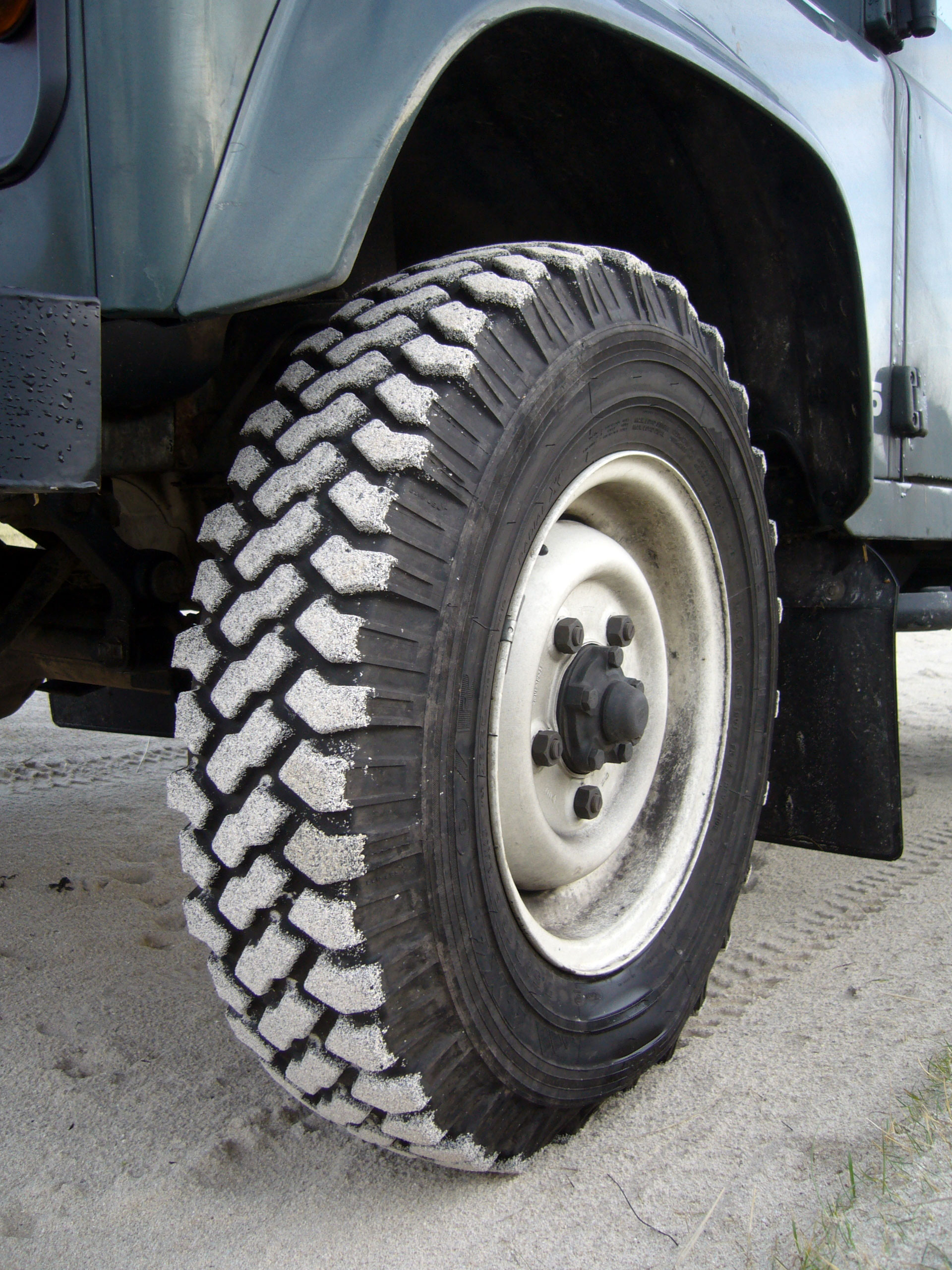
Koło samochodowe. Widoczna felga i opona pneumatyczna

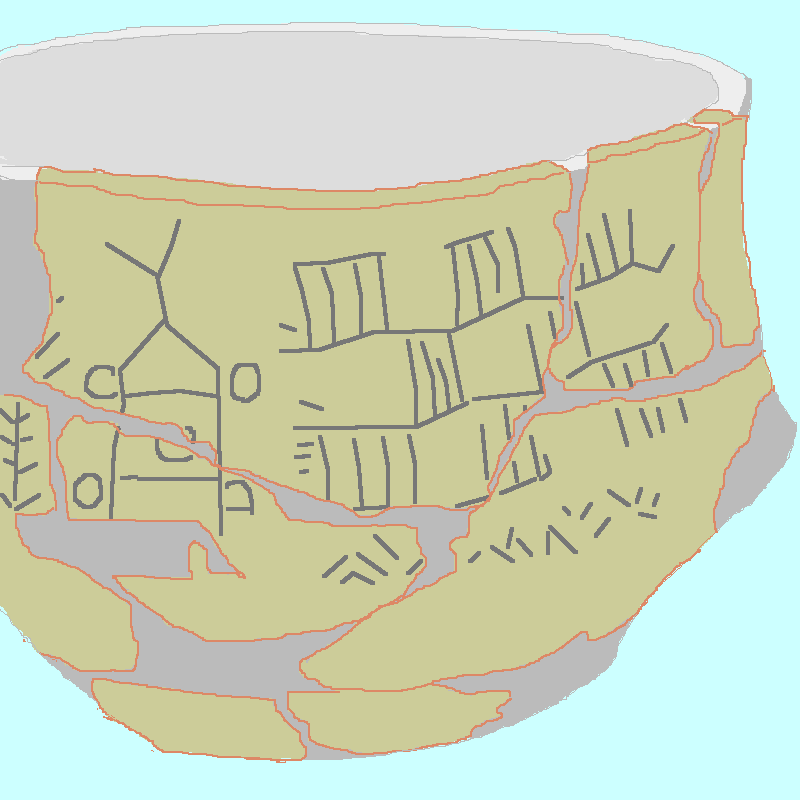
Rycina przedstawiająca wazę z Bronocic z najstarszym znanym wyobrażeniem pojazdu
kołowego na świecie (ok. 3635–3370 p.n.e.)

Koło wynaleziono w połowie IV tysiąclecia p.n.e. w Mezopotamii. Najstarsze znane pisemne świadectwa pochodzą z cywilizacji sumeryjskiej (XXXII wiek p.n.e.). Prawie równocześnie dotarło do Europy. Najstarsze znaleziono w Słowenii datowane na 3200 lat p.n.e. Aby ułatwić transport ciężkich przedmiotów (np. bloków kamiennych), podkładano pod nie okrągłe belki. Najstarsze wykopaliska udowadniają, że już starożytni Egipcjanie używali tej metody do budowy piramid. Najstarszy na świecie wizerunek pojazdu kołowego znaleziono w Polsce podczas wykopalisk w Bronocicach –  badanie radiowęglowe 3635–3370 r. p.n.e. (według innej teorii, miano to należy się znalezisku z Tell Halaf).
W XX wieku p.n.e. ze względu na konieczność zmniejszenia ciężaru zostały wynalezione koła szprychowe. Ich szerokie zastosowanie w lekkich wozach bojowych (rydwanach) prawdopodobnie przyczyniło się do sukcesów militarnych Ariów, wynalazek koła szprychowego przypisywany jest też indoeuropejskim Hetytom (na ich pieczęciach widnieją koła z czterema szprychami).

## Rodzaje kół
- koło pojazdowe
- koło rowerowe
- koło statkowe
- koło garncarskie
- koło wodne
- koło zamachowe
- koło zębate